# Vers-sur-Méouge
Vers-sur-Méouge è un comune francese di 43 abitanti situato nel dipartimento della Drôme della regione dell'Alvernia-Rodano-Alpi.

## Società

### Evoluzione demografica
Abitanti censiti